# Meroles suborbitalis
Espèce
Synonymes
- Eremias suborbitalis Peters, 1869

Meroles suborbitalis est une espèce de sauriens de la famille des Lacertidae.

## Description
Petit lézard des sables qui n'a pas d'arête pour creuser au bout du museau. Les écailles supra-nasales sont séparées.

## Répartition
Cette espèce se rencontre en Namibie, au Botswana et au Cap-du-Nord en Afrique du Sud.

## Publication originale
- Peters, 1870 "1869" : Förtekning pa de af J. Wahlberg i Damaralandet insamlade Reptilierna. Öfversigt af Kongliga Vetenskaps-Akademiens Forhandlingar, vol. 26, no 7, p. 657-662 (texte intégral).

## Galerie

Photographies de Meroles suborbitalis
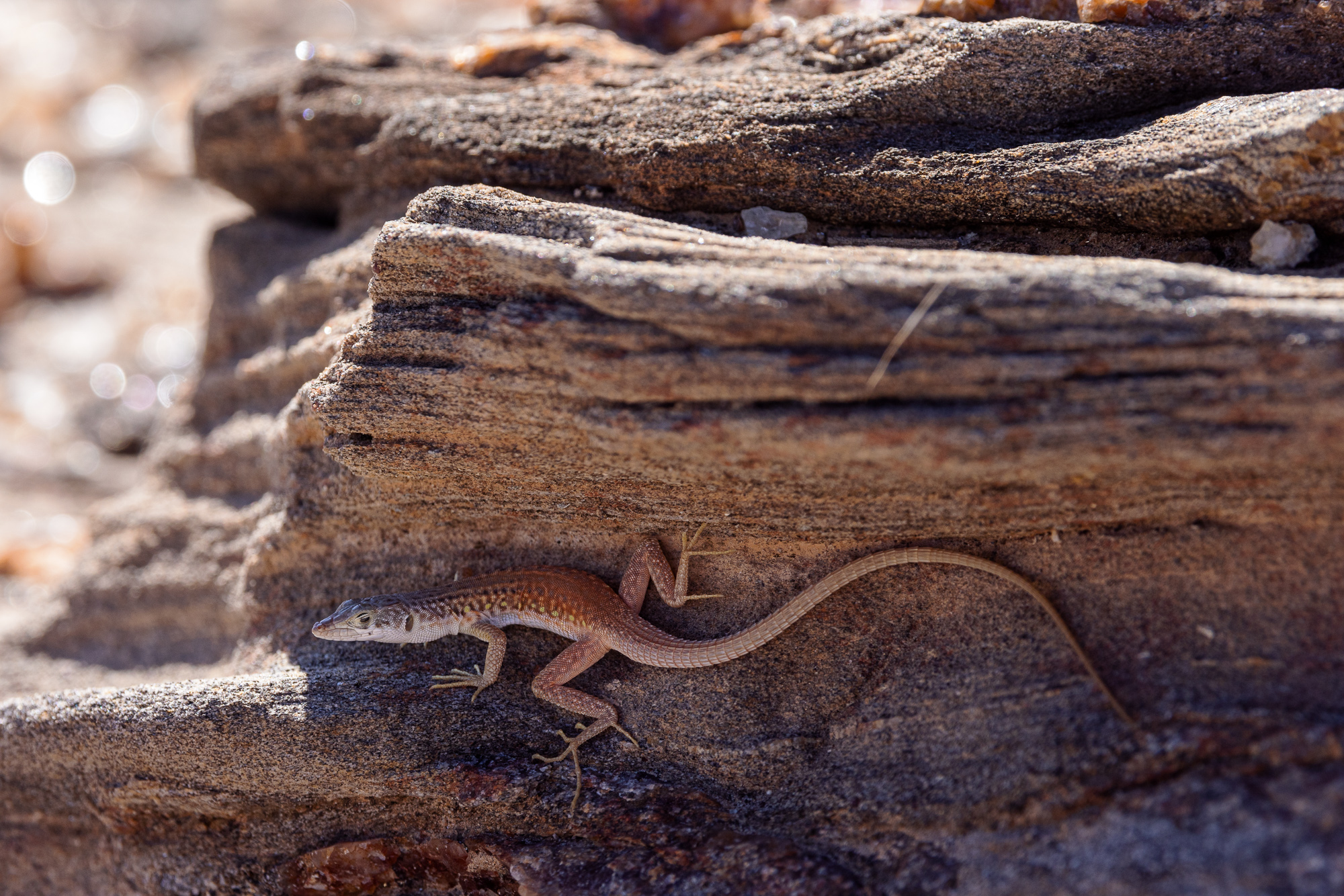
Meroles suborbitalis dans le Parc national de Namib-Naukluft